# Iwan Czistiakow (1900–1979)
Iwan Michajłowicz Czistiakow (ros. Иван Михайлович Чистяков; ur. 14 września?/27 września 1900 we wsi Otrubniwo w guberni twerskiej, zm. 7 marca 1979 w Moskwie) – radziecki dowódca wojskowy, generał pułkownik, Bohater Związku Radzieckiego (1944).

## Życiorys
W maju 1918 wstąpił do Armii Czerwonej, uczestniczył w wojnie domowej, w lipcu 1918 brał udział w likwidacji powstania chłopskiego w guberni tulskiej, później w walkach z armią gen. Krasnowa nad Donem, został ciężko ranny.
W 1920 ukończył szkołę wojskową w Rostowie nad Donem, walczył na Północnym Kaukazie z Białymi i przeciw politycznemu terroryzmowi na Kubaniu, nad Terekiem i w Dagestanie, w 1921 służył w pułku strzelców w 14 Dywizji Strzelców jako pomocnik dowódcy i dowódca plutonu. Od czerwca 1921 do lipca 1922 dowodził plutonem w 1. pułku strzelców w 13 (Dagestańskiej) Dywizji Strzeleckiej, 1922–1936 służył w 37 pułku strzelców w 1 Dywizji Północnokaukaskiego Okręgu Wojskowego jako dowódca plutonu, dowódca oddziału karabinów maszynowych, dowódca kompanii, dowódca batalionu i zastępca dowódcy pułku.
W 1925 ukończył szkołę piechoty, a w 1929 kursy „Wystrieł”. Od 1932 do lipca 1936 był zastępcą dowódcy 37 pułku strzeleckiego, od lipca do grudnia 1936 szefem sekcji sztabu 92 Dywizji Strzeleckiej na Dalekim Wschodzie, od grudnia 1936 do listopada 1937 dowódcą 275 pułku strzeleckiego, a od listopada 1937 do lipca 1939 dowódcą 105 Dywizji Piechoty w 1 Armii, w 1938 otrzymał stopień pułkownika. Od lipca 1939 do lutego 1940 był zastępcą dowódcy 39 Korpusu Strzelców w 1 Armii w składzie Frontu Dalekowschodniego, od lutego 1940 do marca 1941 komendantem szkoły piechoty we Władywostoku, a od marca do sierpnia 1941 dowódcą 39 Korpusu Strzeleckiego w 1 Armii. Po niemieckiej hitlerowskiej inwazji, od sierpnia do listopada 1941 uczył się na przyśpieszonych kursach przy Akademii Sztabu Generalnego.
W grudniu 1941 objął dowództwo samodzielnej brygady marynarzy pacyficznych skierowanych do obrony Moskwy, na czele 64 Samodzielnej Morskiej Brygady Piechoty walczył na Froncie Zachodnim pod Biełym Rastem, Nikolskoje, Sołniecznogorskiem i Wołokołamskiem, 17 stycznia 1942 został awansowany na generała majora. Od stycznia do kwietnia 1942 dowodził 8 Gwardyjską Dywizją Strzelecką na Froncie Zachodnim i Północno-Zachodnim, od kwietnia do września 1942 dowodził 2 Gwardyjskim Korpusem Strzeleckim w składzie 3 Armii Uderzeniowej i Frontu Kalinińskiego, uczestniczył w walkach pod Chołmem, następnie objął dowództwo wojsk 1 Gwardyjskiej Armii walczącej nad Donem, a od października 1942 dowodził 21 Armią w składzie Frontu Dońskiego, brał udział w walkach m.in. w rejonie Kałacza nad Donem i bitwie pod Stalingradem, za co 18 stycznia 1943 otrzymał stopień generała porucznika; w kwietniu 1943 dowodzona przez niego 21 Armia została przemianowana na 6 Gwardyjską Armię za wyróżnienie się w walkach pod Stalingradem. W lutym-marcu 1943 Czistiakow wraz z armią wziął udział w bitwie o Charków, a w sierpniu 1943 wkroczył do ostatecznie zajętego przez Armię Czerwoną Charkowa; w październiku 1943 jego 6 Gwardyjska Armia została włączona w skład 2 Frontu Nadbałtyckiego. Latem 1944 armia Czistiakowa wyróżniła się w operacji białoruskiej, m.in. zajmując Połock 4 lipca, a następnie Szawle, Telsze i Kłajpedę, a w listopadzie 1944 blokując niemiecką armię „Północ” w Kurlandii.
Wiosną 1945 I. Czistiakow został dowódcą 25 Armii w składzie 1 Frontu Dalekowschodniego; latem 1945 brał udział w rozgromieniu Armii Kwantuńskiej i zajęciu północnej Korei. 
Po wojnie 1945–47 służył na Dalekim Wschodzie, 1947–49 w Białoruskim Okręgu Wojskowym, a 1949–54 w Grupie Wojsk Radzieckich w Niemczech, 1949 ukończył Wyższe Kursy Akademickie przy Wyższej Akademii Wojskowej im. Woroszyłowa. W latach 1954–1957 był I zastępcą dowódcy wojsk Zakaukaskiego Okręgu Wojskowego, a 1957–1968 generalnym inspektorem Inspekcji Wojsk Lądowych Głównej Inspekcji Ministerstwa Obrony ZSRR.
W 1968 zakończył służbę wojskową. Był deputowanym do Rady Najwyższej ZSRR II i IV kadencji (1946-1950 i 1954-1958). 
Został pochowany na Cmentarzu Nowodziewiczym.

## Odznaczenia
- Złota Gwiazda Bohatera Związku Radzieckiego (22 lipca 1944)
- Order Lenina (dwukrotnie)
- Order Czerwonego Sztandaru (pięciokrotnie)
- Order Suworowa I klasy (dwukrotnie)
- Order Kutuzowa I klasy (dwukrotnie)
- Order Suworowa II klasy

I medale oraz ordery zagraniczne.